# Giải thưởng phim truyền hình MBC 2016
Giải thưởng phim truyền hình MBC 2016 (tiếng Hàn: MBC 연기대상; Romaja: MBC Yeon-gi Daesang), đại diện cho Munhwa Broadcasting Corporation (MBC) tổ chức vào ngày 30 tháng 12 năm 2016. Dẫn chương trình bởi Kim Gook-jin và Uee.

## Chiến thắng và đề cử
(Người chiến thắng được in đậm)
| Giải Daesang | Bộ phim của năm |
| --- | --- |
| - Lee Jong-suk - W - Han Hyo-joo - W - Jin Se-yeon - The Flower in Prison - Kim So-yeon - Happy Home - Lee Seo-jin - Marriage Contract - Seo In-guk - Ông hoàng mua sắm - Uee - Marriage Contract            | - W - The Flower in Prison - Happy Home - Marriage Contract - Ông hoàng mua sắm |
| Nam diễn viên xuất sắc hàng đầu (dự án ngắn tập) | Nữ diễn viên xuất sắc hàng đầu (dự án ngắn tập) |
| - Lee Jong-suk - W - Jung Kyung-ho - One More Happy Ending - Kim Kang-woo - Goodbye Mr. Black - Ryu Jun-yeol - Lucky Romance                                                                                 | - Han Hyo-joo - W - Hwang Jung-eum - Lucky Romance - Jang Na-ra - One More Happy Ending - Moon Chae-won - Goodbye Mr. Black |
| Nam diễn viên xuất sắc hàng đầu (dự án đặc biệt) | Nữ diễn viên xuất sắc hàng đầu (dự án đặc biệt) |
| - Lee Seo-jin - Marriage Contract - Go Soo - The Flower in Prison - Joo Jin-mo - Woman with a Suitcase - Kang Ji-hwan - Monster                                                                              | - Uee - Marriage Contract - Choi Ji-woo - Woman with a Suitcase - Kim Mi-sook - The Flower in Prison - Sung Yu-ri - Monster |
| Nam diễn viên xuất sắc hàng đầu (dự án dài tập) | Nữ diễn viên xuất sắc hàng đầu (dự án dài tập) |
| - Lee Sang-woo - Happy Home - Kim Yeong-cheol - Happy Home - Park Gun-hyung - Working Mom Parenting Daddy - Jeon No-min - Start Again                                                                        | - Kim So-yeon - Happy Home - Hong Eun-hee - Working Mom Parenting Daddy - Lee So-yeon - Beautiful You - Won Mi-kyung - Happy Home |
| Nam diễn viên xuất sắc (dự án ngắn tập) | Nữ diễn viên xuất sắc (dự án ngắn tập) |
| - Seo In-guk - Ông hoàng mua sắm - Kwon Yul - One More Happy Ending - Lee Jae-yoon - Cô nàng cử tạ Kim Bok Joo - Nam Joo-hyuk - Cô nàng cử tạ Kim Bok Joo - Yoon Sang-hyun - Ông hoàng mua sắm               | - Lee Sung-kyung - Cô nàng cử tạ Kim Bok Joo - Kyung Soo-jin - Cô nàng cử tạ Kim Bok Joo - Lee Chung-ah - Lucky Romance - Nam Ji-hyun - Ông hoàng mua sắm - Yoo In-young - Goodbye Mr. Black |
| Nam diễn viên xuất sắc (dự án đặc biệt) | Nữ diễn viên xuất sắc (dự án đặc biệt) |
| - Seo Ha-joon - The Flower in Prison - Choi Tae-joon - The Flower in Prison - Lee Joon - Woman with a Suitcase - Park Ki-woong - Monster                                                                     | - Jin Se-yeon - The Flower in Prison - Jeon Hye-bin - Woman with a Suitcase - Jo Bo-ah - Monster - Kim Yoo-ri - Marriage Contract |
| Nam diễn viên xuất sắc (dự án dài tập) | Nữ diễn viên xuất sắc (dự án dài tập) |
| - Son Ho-jun - Blow Breeze - Han Joo-wan - Blow Breeze - Kim Jeong-hoon - Start Again - Song Won-geun - Tomorrow Victory                                                                                     | - Lim Ji-yeon - Blow Breeze - Jeon So-min - Tomorrow Victory - Kang Min-kyung - The Dearest Lady - Woo Hee-jin - Good Person |
| Nam diễn viên vàng (dự án ngắn tập) | Nữ diễn viên vàng (dự án ngắn tập) |
| - Kim Eui-sung - W - Ahn Gil-kang - Cô nàng cử tạ Kim Bok Joo - Kim Kyu-chul - Ông hoàng mua sắm - Um Hyo-sup - Ông hoàng mua sắm                                                                            | - Im Se-mi - Ông hoàng mua sắm - Jang Young-nam - Cô nàng cử tạ Kim Bok Joo - Kim Sun-young - Ông hoàng mua sắm - Yoo Da-in - One More Happy Ending |
| Nam diễn viên vàng (dự án đặc biệt) | Nữ diễn viên vàng (dự án đặc biệt) |
| - Jung Joon-ho - The Flower in Prison - Jang Hyun-sung - Woman with a Suitcase - Jeong Bo-seok - Monster - Jin Tae-hyun - Monster                                                                            | - Lee Hwi-hyang - Marriage Contract - Kim Bo-yeon - Monster - Lee El - Monster - Jin Kyung - Woman with a Suitcase |
| Nam diễn viên vàng (dự án dài tập) | Nữ diễn viên vàng (dự án dài tập) |
| - Lee Pil-mo - Happy Home - Byun Hee-bong - Blow Breeze - Choi Phillip - Tomorrow Victory - Han Ji-sang - Working Mom Parenting Daddy                                                                        | - Kim Ji-ho - Happy Home - Byun Jung-soo - The Dearest Lady - Im Soo-hyang - Blow Breeze - Seo Yi-sook - Happy Home |
| Nam diễn viên mới xuất sắc | Nữ diễn viên mới xuất sắc |
| - Nam Joo-hyuk - Cô nàng cử tạ Kim Bok Joo - Ryu Jun-yeol - Lucky Romance - Ahn Hyo-seop - Happy Home - Jang In-seop - Happy Home - Lee Si-eon - W - Lee Tae-hwan - W - Park Seon-ho - Start Again           | - Jo Bo-ah - Monster - Nam Ji-hyun - Ông hoàng mua sắm - Choi Yoon-so - Happy Home - Jung Yoo-jin - W - Lee Yeol-eum - Monster - Oh Jung-yeon - Working Mom Parenting Daddy - Park Min-ji - Start Again |
| Biên kịch xuất sắc nhất | Diễn viên có giọng nói xuất sắc |
| - Song Jae-jung - W | - Choi Soo-jin |
| Diễn viên trẻ xuất sắc | Cặp đôi đẹp nhất |
| - Goo Geon-min - Working Mom Parenting Daddy - Jung Da-bin - The Flower in Prison - Lee Na-yoon - Happy Home - Lee Young-eun - Blow Breeze - Shin Rin-ah - Marriage Contract - Yoon Chan-young - Blow Breeze | - Lee Jong-suk và Han Hyo-joo - W - Kim Eui-sung và Lee Si-eon - W - Lee Sang-woo và Kim So-yeon - Happy Home - Lee Seo-jin và Uee - Marriage Contract - Lee Pil-mo và Kim So-yeon - Happy Home - Nam Joo-hyuk và Lee Sung-kyung - Cô nàng cử tạ Kim Bok Joo - Seo Ha-joon và Jin Se-yeon - The Flower in Prison - Seo In-guk và Nam Ji-hyun - Ông hoàng mua sắm |

## Dẫn chương trình
| Thứ tự | Dẫn chương trình                        | Giải                                                    |
| ------ | --------------------------------------- | ------------------------------------------------------- |
| 1      | Yoon Hyun-min, Kyung Soo-jin            | Diễn viên nam/nữ mới xuất sắc                           |
| 2      | Yang Han-yeol, Kal So-won               | Diễn viên nam/nữ trẻ xuất sắc                           |
| 3      | Lee Si-eon, Go Woo-ri                   | Cặp đôi xuất sắc                                        |
| 4      | Nam Joo-hyuk, Lee Sung-kyung            | Diễn xuất vàng, nam/nữ trong dự án đặc biệt             |
| 5      | Kim Ho-jin, Oh Hyun-kyung               | Diễn xuất vàng, nam/nữ trong dự án dài tập              |
| 6      | Seo In-guk, Hwang Seok-jeong            | Diễn xuất vàng, nam/nữ trong dự án ngắn tập             |
| 7      | Choi Tae-joon, Jung Da-bin              | Nam/nữ diễn viên xuất sắc trong dự án đặc biệt          |
| 8      | Jung Kyung-ho, Baek Jin-hee             | Nam/nữ diễn viên xuất sắc trong dự án dài tập           |
| 9      | Jinyoung & Baro (B1A4)                  | Nam/nữ diễn viên xuất sắc trong dự án ngắn tập          |
| 10     | Jung Jin-young, Jin Se-yeon             | Nam/nữ diễn viên xuất sắc hàng đầu trong dự án đặc biệt |
| 11     | Song Chang-eui, Lee El                  | Nam/nữ diễn viên xuất sắc hàng đầu trong dự án dài tập  |
| 12     | Siwan (ZE:A), Yoona (Girls' Generation) | Nam/nữ diễn viên xuất sắc hàng đầu trong dự án ngắn tập |
| 13     | Yoo Seung-ho, Kim So-hyun               | Phim của năm                                            |
| 14     | Kwon Jae-hong, Ji Sung                  | Giải Daesang                                            |

## Trình diễn đặc biệt
| Thứ tự | Ca sĩ | Ca khúc              |
| ------ | ----- | -------------------- |
| 1      | TWICE | "TT"                 |
| 2      | B1A4  | "A Lie" (거짓말이야) |

## Liên kết
- Website chính thức